# Хенопсієві
Хенопсієві (Chaenopsidae) — родина риб з ряду собачкоподібних (Blenniiformes), яких також називають щучими морськими собачками. Родина містить тропічні види, поширені вздовж узбережжя Північної і Південної Америки. Також представники родини поширені у водах Японії, Тайваню і Кореї.
Включає 40 родів із 90 видів, з яких найкрупнішим є Neoclinus blanchardi, що сягає 30 см довжиною, а найменшим є Acanthemblemaria paula, що сягає 1,3 см максимальної довжини у дорослому стані, таким чином є найменшим видом веред хребетних.